# Кубок Бельгии по футболу
Кубок Бельгии по футболу — главный турнир страны с форматом плей-офф. Находится под управлением бельгийской футбольной ассоциации. Первый розыгрыш кубка был проведён в сезоне 1911/1912. Наиболее успешная команда — «Брюгге», на её счёту 11 трофеев. С 15 января 2008 года в связи со спонсорским контрактом кубок называется «Cofidis Cup». Действующим обладателем кубка является «Брюгге».

## История
На самом деле первый розыгрыш трофея был проведён в сезоне 1907-08, но в нём участвовали неофициальные клубы из провинций.
Фактический розыгрыш начался с сезона 1911/1912, однако вскоре он был приостановлен из-за Первой мировой войны. Перерыв продолжался до сезона 1926/27. В 1953 году розыгрыш включили в футбольный календарь. Три года спустя, после опроса, розыгрыш снова приостановили. В 1964 году после появления Кубка обладателей кубков турнир был восстановлен.

## Формат
Первый этап включает в себя 5 игровых туров, игры проводятся в последнее воскресенье лета. Матчи начинаются в 16:00. В первом туре играют между собой 176 клубов из низших бельгийских футбольных лиг. Лучше 4 лиги имеют право представить 13 команд, а другие 5 лиг представляют 12 команд в первом квалификационном раунде. Во втором туре играют между 88 клубов, которые квалифицировались с первого раунда.
В третьем туре принимают участие 76 команд. 18 клубов вступают в борьбу в 4-м квалификационном раунде, а также 38 команд, которые квалифицировались с третьего раунда. 28 победителей играют в последнем туре.
На втором этапе розыгрыша 14 команд, квалифицировавшихся с предыдущих раундов играют с 18 командами 1-й группы. Все матчи плей-офф, кроме четвертьфинала и полуфинала, играются по одному матчу. Финал проходит на «Стадионе короля Бодуэна» в Брюсселе.